# Aspidosperma polyneuron

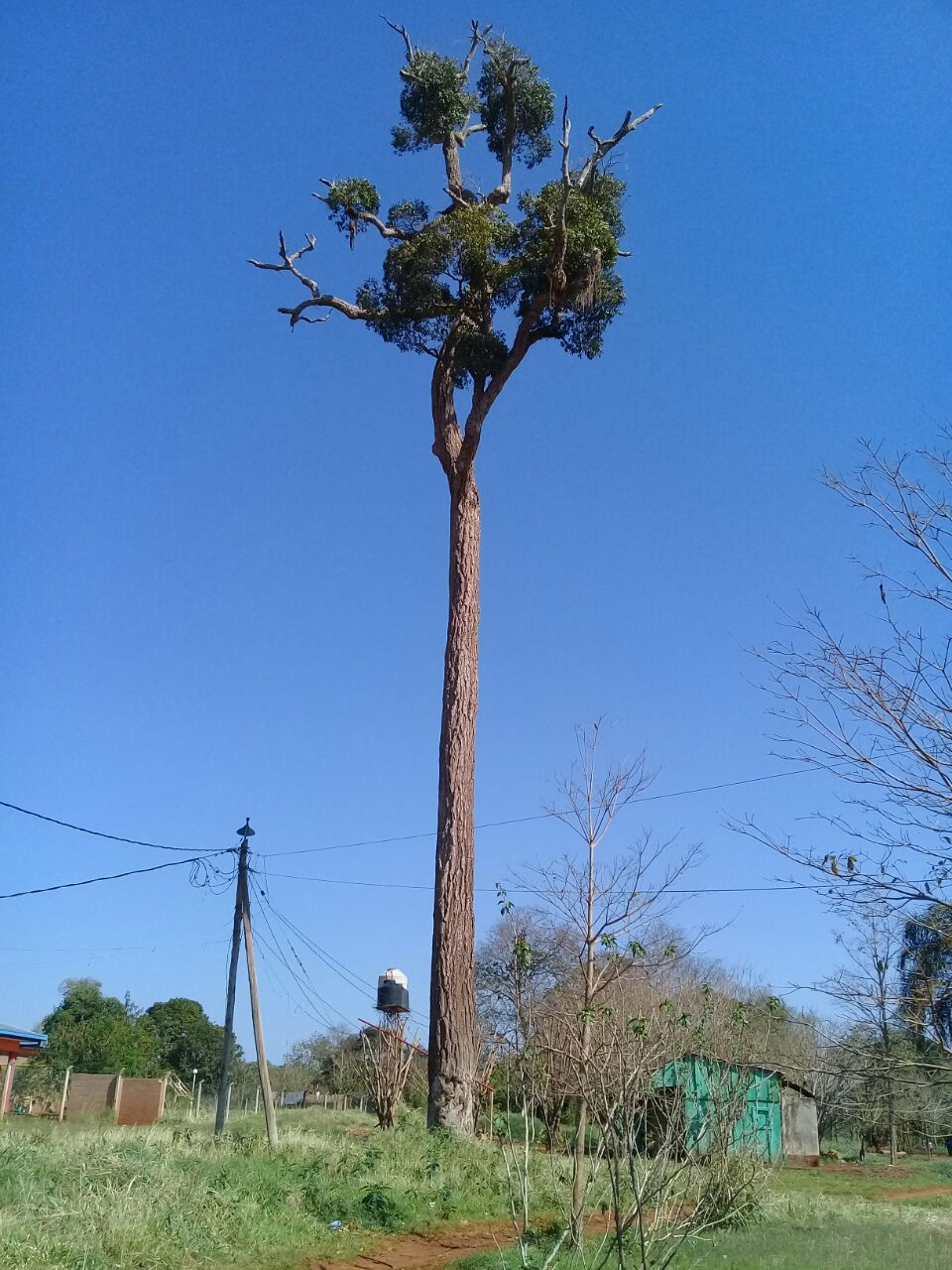
El Palo Rosa apocynaceae es un árbol autóctono del noreste de la Argentina

Aspidosperma polyneuron conocido popularmente con los nombres de palo rosa, perobá, peroba, peroba común, peroba rosa, ybirá romí, ybyra ro'mi etc.,  es un árbol maderable nativo del extremo NEA de Argentina,  Brasil, Paraguay; típico del bosque atlántico.  Además es muy usado en  apicultura como especie melífera.
Florece de septiembre a noviembre, fructifica de octubre a noviembre; y se cosechan las semillas de noviembre a diciembre. En 1 kg de semilla/8.000 a 10 000 semillas.
Crece hasta 40 m, a razón de 5 dm/año, siendo un árbol emergente. Su copa domina a los árboles más cercanos; forma rodales densos de áreas extensivas
La Aspidosperma polyneuron fue declarada monumento natural de la provincia de Misiones en Argentina mediante la ley n.º 2380 sancionada el 24 de octubre de 1986.

## Características
La madera es de color rosado oscuro, con un peso específico (g/cm³) de 0,7; y es de buena trabajabilidad. La madera es fuerte,  resistente,  semipesada. Tanto en Argentina, Paraguay y Brasil… continuará